# Sorority Girl
Pour plus de détails, voir Fiche technique et Distribution.
Sorority Girl est un film américain réalisé par Roger Corman, sorti en 1957.

## Fiche technique
- Titre : Sorority Girl
- Réalisation : Roger Corman
- Scénario : Leo Lieberman et Ed Waters
- Photographie : Monroe P. Askins
- Musique : Ronald Stein
- Pays d'origine : États-Unis
- Date de sortie : 1957

## Distribution
- Susan Cabot : Sabra Tanner
- Dick Miller : Mort
- Barboura Morris : Rita Joyce
- June Kenney : Tina
- Barbara Crane : Ellie Marshall
- Fay Baker : Mme Tanner